# Folkeafstemningen om kommunesammenlægning på Bornholm 2001
 Der er for få eller ingen kildehenvisninger i denne artikel, hvilket er et problem. Du kan hjælpe ved at angive troværdige kilder til de påstande, som fremføres i artiklen.

En vejledende folkeafstemning blev afholdt på Bornholm 29. maj 2001 om at sammenlægge Bornholms Amt og øens fem kommuner (Allinge-Gudhjem, Hasle, Neksø, Rønne, og Åkirkeby). Resultatet var med 74,0% af stemmerne et ja til sammenlægning, med en valgdeltagelse på 81%. Den nye Bornholms Regionskommune blev oprettet 1. januar 2003.

## Baggrund
Siden kommunalreformen i 1970, hvor antallet af kommuner på Bornholm blev reduceret fra 21 (heraf 15 sognekommuner og 6 købstadskommuner) til 5, havde der været debat om yderligere ændringer i Bornholms kommunale struktur. Mange mennesker følte, at 2 administrative lag (amterne og kommunerne) var for meget for et område på Bornholms størrelse, og der var derfor bred støtte til at erstatte amtet og kommunerne med en enhedslig myndighed, der skulle dække hele øen og varetage både amtslige og kommunale opgaver. Mange ønskede også en anden struktur for at kunne reducere antallet af politikere, da der var 89 medlemmer af kommunalbestyrelserne og 15 af amtsrådet (18 indtil udgangen af 1997). I den nye regionskommunes kommunalbestyrelse endte man også med væsentligt færre pladser, nemlig 27 indtil udgangen af 2017, og sidenhen kun 23.
Den 12. januar 2001 anbefalede borgmestrene i de fem kommuner, at man udskrev en folkeafstemning om sammenlægning, og i de følgende måneder blev ideen officielt godkendt af kommunalbestyrelserne. Der skulle afholdes kommunalvalg 20. november samme år, og for at undgå at skulle holde valg til et amtsråd og fem kommunalbestyrelser der alligevel snart skulle afskaffes, ønskede man at gennemføre en sammenlægning hurtigst muligt. Men siden det ikke bare var en almindelig kommunesammenlægning, men også involverede amtet, skulle en sammenlægning have godkendelse af Folketinget, for at Bornholm kunne få samme status som Frederiksberg og Københavns Kommuner, der også kombinerede amtslige og kommunale opgaver. Derfor vurderede Indenrigsministeriet, at man tidligst kunne oprette den nye regionskommune 1. januar 2003, for at Folketinget havde tid til at ændre relevante love. Af samme grund var en folkeafstemning nødt til at være vejledende og ikke juridisk bindende.
Af de fem kommunal-borgmestre, bakkede fire op om den hurtige sammenlægning: Harald Kjøller (Venstre, Allinge-Gudhjem), Bjarne Kristiansen (Borgerlisten, senere Borgerlisten Bornholm, Hasle), Birthe Juel-Jensen (Venstre, Åkirkeby), og Thomas Thors (Soc.dem., Rønne). Det samme gjorde amtsborgmesteren, Knud Andersen (Venstre). Den sidste kommunal-borgmester, Annelise Molin (Soc.dem.) fra Neksø, gik egentlig også ind for sammenlægning, men var modstander af den hurtige proces, fordi hun frygtede der ikke var tid til at gennemtænke de konsekvenser, en sammenlægning ville have. Molin opfordrede 18. maj 2001 nexøboerne til at stemme mod sammenlægning. Det var inden afstemningen blevet bestemt, at man kun skulle gå videre med planerne, hvis det i alle kommunerne blev til et flertal for sammenlægning, så Molins opfordring skabte en del usikkerhed om hvorvidt Neksø ville stemme ja, eller om de ville blokere for ideen.

## Resultat
Sammenlægningen blev godkendt med 74,0% af stemmerne, og med flertal for i alle kommunerne. Den laveste ja-procent var i Neksø Kommune med 58,8%, hvilket delvist kan tilskrives borgmester Annelise Molins opfordring til at stemme nej, mens højeste ja-procent var i Rønne Kommune med 85,0%. Der blev høj valgdeltagelse på hele øen, da 81% af alle stemmeberettigede deltog i folkeafstemningen.
| Kommune         | Stemmeantal | Stemmeantal | Stemmeantal | Procent | Procent | Stemme- procent |
| Kommune         | Ja          | Nej         | Total       | Ja      | Nej     | Stemme- procent |
| --------------- | ----------- | ----------- | ----------- | ------- | ------- | --------------- |
| Allinge-Gudhjem | 3.590       | 1.287       | 4.877       | 73,6    | 26,4    | 82              |
| Hasle           | 2.886       | 1.219       | 4.105       | 70,3    | 29,7    | 78              |
| Neksø           | 3.218       | 2.252       | 5.470       | 58,8    | 41,2    | 83              |
| Rønne           | 7.754       | 1.366       | 9.120       | 85,0    | 15,0    | 78              |
| Åkirkeby        | 3.131       | 1.118       | 4.249       | 73,7    | 26,3    | 82              |
| Bornholms Amt   | 20.579      | 7.242       | 27.821      | 74,0    | 26,0    | 81              |

## Sammenlægning
Efter det overvældende ja i folkeafstemningen, blev sammenlægning vedtaget i amtsrådet og de fem kommunalbestyrelser den 19. og 20. september 2001. De endelige lovændringer, i form af "Lov om sammenlægning af de bornholmske kommuner" (Lov nr. 144 af 25/03/2002) og "Lov om ændring af forskellige love som følge af sammenlægningen af de bornholmske kommuner" (Lov nr. 145 af 25/03/2002), blev fremsat i Folketinget den 30. januar 2002, og efter behandling vedtaget den 19. marts 2002. Dronningen gav lovændringerne sin underskrift den 25. marts, og de trådte i kraft den 1. april 2002. Forud for dette gik forhandlinger mellem indenrigsminister Karen Jespersen og et 36-medlemmers forhandlingsudvalg der repræsenterede Bornholm.
Da det ikke havde været muligt at få lovændringer m.h.t. sammenlægningen gennem Folketinget i tide, var Bornholm nødt til at deltage i kommunalvalget 20. november 2001 under de gamle kommunegrænser. De valgte kommunalbestyrelses- og amtsrådsmedlemmer endte med kun at sidde ét år, kalenderåret 2002. Det første valg i den nye Bornholms Regionskommune blev afholdt 29. maj 2002, etårsdagen for folkeafstemningen, og den valgte kommunalbestyrelse fungerede som sammenlægningsudvalg fra 1. juli til 31. december 2002. Rønne-borgmester Thomas Thors (Soc.dem.) blev efter konstituering valgt som den første borgmester for regionskommunen. Bornholms Regionskommune blev endeligt oprettet 1. januar 2003.
Ved Strukturreformen i 2007, hvor amterne blev erstattet af regionerne og antallet af kommuner blev reduceret til 98, mistede Bornholms Regionskommune sin særstatus som enhedslig myndighed og blev indlemmet i Region Hovedstaden. Ordet "regionskommune" forblev en del af kommunens navn, men Bornholms Regionsråd blev omdøbt til Bornholms Kommunalbestyrelse for at undgå forveksling med Hovedstadens Regionsråd. Selv efter 2007 varetager kommunen stadig mange af de opgaver, der i resten af landet varetages af regionen, f.eks. har Bornholm sit eget trafikselskab BAT.